# Dmitrij Iosifovič Ivanovskij
Dmitrij Iosifovič Ivanovskij in russo Дмитрий Иосифович Ивановский? (Gdov, 28 ottobre 1864 – Rostov sul Don, 20 giugno 1920) è stato un botanico e biologo russo, noto per essere stato uno degli scopritori dei virus nel 1892 ed uno dei fondatori della virologia. Dal 1903 fu docente all'Università di Varsavia, città allora capitale dell'omonimo governatorato dell'Impero russo.

## Biografia

### Famiglia
Dmitri Iosifovich Ivanovski nacque in Russia nel 1864, nel momento in cui il paese stava subendo molti cambiamenti sotto la guida di Alessandro II. La data ed il luogo di nascita di Dmitri Iosifovich Ivanovski sono dubbie. Ovcharov pone il lieto evento il 28 ottobre 1864 nel villaggio di Niz nella regione di San Pietroburgo; secondo il Gutina, Ivanovskij nacque il 9 novembre 1864. Dmitri aveva due fratelli, Nikolai e Aleksei, quest'ultimo diventò un famoso sinologo. Aveva anche due sorelle, Lidia e Olga. Dopo la morte del padre la famiglia si trasferì a San Pietroburgo, dove hanno vissuto modestamente in una piccola pensione data alla vedova. Dmitri frequentò la scuola secondaria Larinski e si laureò con il massimo dei voti.

### Formazione scolastica
Ivanovski era un bravo studente di scarse risorse. Quando entrò all'Università chiese di essere esentato dal pagamento delle tasse scolastiche e fece domanda per una borsa di studio in Biologia dal momento che non disponeva di grandi possibilità economiche. A quel tempo, il Dipartimento di Storia Naturale dell'Università di San Pietroburgo ingaggiò un certo numero di studiosi illustri che rappresentavano il meglio che la scienza russa potesse offrire a quell'epoca, tra cui Dmitrij Ivanovič Mendeleeved il professore di botanica A. N. Beketov (1825- 1902).
Egli ha affermato che lo studio della morfologia dovrebbe consentire l'indagine dei fattori che controllano lo sviluppo delle piante e giungere ad una comprensione delle leggi che governano l'evoluzione. All'interno dell'Università di San Pietroburgo è stato un leader nell'insegnamento della Fisiologia Vegetale; è dovuto non solo agli sforzi di Beketov, ma anche a quelli di un altro maestro di Ivanovski, A. S. Famintsin (1835- 1918), noto ai batteriologi generali per la sua scoperta di Nevskia ramosa. L'influenza di questi studiosi ha avuto un notevole impatto sul percorso di studi di Ivanovski.

### Carriera scientifica
Gli interessi scientifici di Ivanovski sono stati incentrati su quattro temi principali, ossia le malattie delle piante di tabacco, la fermentazione del lievito, la microbiologia del suolo e la fotosintesi. Ivanovskij ha inoltre arricchito la letteratura scientifica russa con numerose pubblicazioni, sia critiche che enciclopediche.
Nel campo della biologia, Pasteur ed i suoi assistenti stavano ponendo le basi di una nuova scienza, lo studio degli esseri miscroscopici, e mostravano il grande ruolo che stavano giocando nella vita degli uomini: non solo i microbi responsabili erano i responsabili delle fermentazioni e la causa di alcune malattie, ma è stato anche dimostrato che, attraverso l'uso di ceppi attenuati, l'immunità a questi piccoli esseri poteva essere conferita all'uomo. La dottrina della generazione spontanea fu abbandonata e furono sviluppate tecniche asettiche.
Poco dopo Ivanovski entrò nel Dipartimento di Storia Naturale della Facoltà di Fisica e Matematica dell'Università di San Pietroburgo, nel 1883, Robert Koch annunciò la scoperta dei bacilli tubercolari, e Friedrich Loeffler isolò l'agente eziologico della difterite. Il'ja Il'ič Mečnikov, un embriologo attratto dalla microbiologia, propose la sua famosa teoria della immunità cellulare. L'anno era il 1884 ed un geniale allievo di Louis Pasteur, Charles Chamberland, scoprì il filtro batteriologico, lo strumento indispensabile che portò Ivanovski a scoprire successivamente i virus.